# Louis Philippe Marie Joseph de Goër de Herve
Louis Philippe Marie Joseph de Goër de Herve (Luik, 23 oktober 1765 - Maastricht, 9 september 1857) was een zoon van officier in Staatse dienst baron Jean Louis François de Goër de Herve (1731-1776) en van Marie Jeanne Josèphe Charlotte de Gilman (1734-1791). Jean-Louis was lid van de Tweede stand van Luxemburg, was maître de forges, heer van Forêt en Prayon.
In de Franse tijd was hij lid van de departementsraad voor het departement Ourthe en werd hij burgemeester van Forêt (1812). In 1816 werd hij benoemd in de Ridderschap van de provincie Luik en erkend in de erfelijke adel met de titel baron, overdraagbaar op alle afstammelingen.
Tijdens het Verenigd Koninkrijk der Nederlanden werd hij achtereenvolgens lid van de Tweede (1815-1819) en van de Eerste Kamer der Staten-Generaal (1825-1830). Was hij in de Tweede Kamer nog tamelijk oppositioneel, en tegenstander van de Blanketwet, in de Eerste Kamer was hij meer regeringsgezind.
Hij trouwde in 1790 in Arras met Marie-Clotilde de Mailly Couronnel (1758-1839) en ze kregen zes kinderen. Het echtpaar had zes kinderen van wie er maar een paar nazaten hadden. In 1901 waren alle naamdragers overleden.